# 夷隅郡
- 令制国一覧 > 東海道 > 上総国 > 夷隅郡
- 日本 > 関東地方 > 千葉県 > 夷隅郡

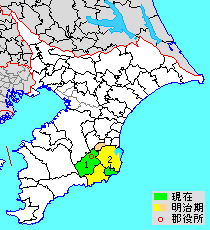
千葉県夷隅郡の位置（1.大多喜町 2.御宿町 水色：後に他郡から編入した区域 薄黄：後に他郡に編入された区域）

夷隅郡（いすみぐん）は、千葉県（上総国）の郡。
人口14,506人、面積154.72km²、人口密度93.8人/km²。（2025年2月1日、推計人口）
以下の2町を含む。
- 大多喜町（おおたきまち）
- 御宿町（おんじゅくまち）

伊甚屯倉の分割によって成立した。古くは古事記に「伊自牟」（いじむ）、日本書紀に「伊甚」（いじみ）として登場する地名であり、郡名としては「夷灊」など様々な当て字が用いられてきたが、江戸時代初期に「夷隅」の字が当てられ、定着したとされている。

## 古代
もと伊甚国造の領域であったが、『日本書紀』 卷18 安閑天皇元年（534年）4月1日条によると、国造の稚子が贖罪のため春日皇后に伊甚屯倉を献上したという。また、文末には「今分ちて郡とし」とあるので、伊甚屯倉は広大な屯倉であり、その領域は当郡のみならず北側の埴生郡や長柄郡にもおよんでいたと推測され、その分割によって、当郡・埴生郡・長柄郡が成立したとみられている。
後の、『日本三代実録』貞観9年（867年）4月20日条に、当郡の人春日部直黒主売の名がみえるので、春日皇后にかかわる春日部という名代が設置されており、春日皇后のため伊甚屯倉が設けられたのは史実と考えられている。

### 古地名
和名類聚抄に5郷および余戸郷が記されているが、いずれも訓がない。比定は日本歴史地名大系による。
雨霑
未詳。天羽郡に同名郷があり混同された可能性もある。
蘆道
イホチと読み、伊保田村（現大多喜町）あるいは中魚落村（現いすみ市）を遺称地とする説がある。
荒田
新田野村（現いすみ市）を遺称地とする意見がある。
長狭
長志村（現いすみ市）を遺称地とし、布施村（現いすみ市・御宿町）にかけてに比定されている。
白羽
未詳。
余戸
未詳。

## 明治維新後
本郡は、1889年の明治の大合併直前には165町村を数えたが、大合併により23町村に再編された。郡役所は大多喜町に置かれた（郡役所跡地には現在、千葉県夷隅合同庁舎が建っている。）。戦後、昭和の大合併と勝浦市の市制施行を経て、1961年8月1日に太東町と長者町が合併して岬町が発足したことにより、長らく5町による体制となった。その後、平成の大合併では、紆余曲折を経て2005年12月5日に夷隅町、大原町、岬町が合併し、いすみ市が発足したことにより、現在の2町の体制となった。

### 郡域
1878年（明治11年）に行政区画として発足した当時の郡域は、上記2町のほか、概ね下記の区域にあたる。
- 勝浦市の全域
- いすみ市の大部分（岬町椎木・岬町和泉・岬町中原を除く）
- 長生郡睦沢町の一部（大上・佐貫・妙楽寺）

但し、現在の勝浦市南西部（旧・興津町に相当する区域）は律令制の頃には安房国長狭郡に属していた。

### 近代以降の沿革
- 「旧高旧領取調帳」に記載されている明治初年時点での当郡域の支配は以下の通り。●は村内に寺社領が、○は寺社除地（領主から年貢免除の特権を与えられた土地）が存在。下記の他、長者町（旗本領）、浜勝浦村（岩槻藩領）が存在したが、記載されていない。

| 知行         | 知行                         | 村数 | 村名 |
| ------------ | ---------------------------- | ---- | --- |
| 幕府領       | 幕府領                       | 8村  | 佐野村、小松野村、蟹田村、貝掛村、●興津村、守谷村、浜行川村、大沢村 |
| 幕府領       | 旗本領                       | 65村 | 万喜村、国吉今関村、小国吉村、国吉苅谷村、神置村、西之部田村、桜谷村、小谷松村、堀之内村、大戸村、郷渡村、●市野々村（現いすみ市）、市野川村（現勝浦市）、杉戸村、中倉村、松野村、押日村、嘉谷村、福原村、小福原村、部田村（現いすみ市）、井沢村、三門村、新田村、若山村、深堀村、釈迦谷村、上布施村、硯村、谷堀村、町台村、大寺村、名熊村、高山田村、須賀村、浜村、久保村、鴨根村、榎沢村（現いすみ市）、市野々村（現勝浦市）、八乙女村、赤羽根村、新田野村、柳戸村、下原村、●岩熊村、大野村、柿和田村、三俣村、黒原村、札森村、森宮村、桑田村、小高村（現いすみ市小高）、石神村、八声村、益田村、●松丸村、久我原村、部田村（現大多喜町）、●作田村、国府台村、大森村、●行川村、川津村 |
| 幕府領       | 幕府領・旗本領               | 3村  | ●下大多喜村、実谷村、山田村（現いすみ市） |
| 幕府領       | 旗本領・与力給知             | 3村  | ●荻原村、佐貫村、能実村 |
| 藩領         | 上総久留里藩                 | 3村  | 国吉島村、小又井村、勝間村 |
| 藩領         | 上総大多喜藩                 | 18村 | 小高村（現いすみ市岬町東小高）、日在村、中魚落郷、岩船村、小沢村、岩和田村、船子村、横山村、泉水村、上原村、根小屋紺屋町、根小屋田丁、根小屋猿稲町、根小屋久保町、根小屋桜台町、根小屋新丁、根小屋銭神松村、根小屋柳原町 |
| 藩領         | 上野吉井藩                   | 1村  | 国吉楽町村 |
| 藩領         | 武蔵岩槻藩                   | 52村 | 新官郷、七本村、関谷村、墨名村、勝浦村（明治初期の一時期は勝浦町と呼ばれた）、串浜村、松部村、鵜原村、台宿村、名木村、中里村、○宮田村、中島村、法華村、荒川村、山田村（現勝浦市）、小羽戸村、大楠村、芳賀村、白井久保村、新戸村、宿戸村、白木村、中谷村、平田村、笛倉村、平沢村、小内村、百鉾村、弥喜用村、南畑村、川安戸村、湯倉村、三条村、田代村、弓木村、庄司村、中埜村、市野川村（現大多喜町）、松尾村、小笛村、板屋村、紙敷村、伊保田村、宇筒原村、筒森村、大田代村、小田代村、面白村、小沢又村、粟又村、葛藤村 |
| 藩領         | 土佐高知新田藩               | 1村  | 正立寺村 |
| 幕府領・藩領 | 与力給知・久留里藩           | 1村  | 弥正村 |
| 幕府領・藩領 | 与力給知・岩槻藩             | 1村  | 引田村 |
| 幕府領・藩領 | 旗本領・大多喜藩             | 2村  | 小土呂村、小池村 |
| 幕府領・藩領 | 旗本領・大多喜藩・久留里藩   | 1村  | 長志郷 |
| 幕府領・藩領 | 旗本領・久留里藩             | 5村  | 高谷村、小苅谷村、大上村、妙楽寺村、細尾村 |
| 幕府領・藩領 | 旗本領・久留里藩・上総鶴牧藩 | 1村  | 江場土村 |
| 幕府領・藩領 | 旗本領・久留里藩・吉井藩     | 1村  | 深谷村 |
| 幕府領・藩領 | 旗本領・岩槻藩               | 1村  | 谷上村 |
| 幕府領・藩領 | 旗本領・吉井藩               | 1村  | 須賀谷村 |
| 幕府領・藩領 | 旗本領・高知新田藩           | 1村  | ○植野村（上植野村、下植野村の合計） |

- 慶応4年
  - 7月2日（1868年8月19日） - 幕府領などが安房上総知県事の管轄となる。
  - 久留里藩、大多喜藩、岩槻藩、鶴牧藩で領地替えが行われ、翌年以降の吉井藩、高知新田藩の変更も含めて、郡内は1県1藩の管轄となる（村名は幕末時点のもの）。

| 知行             | 知行                     | 村数  | 村名 |
| ---------------- | ------------------------ | ----- | --- |
| 政府管轄領       | 安房上総知県事           | 110村 | 高谷村、小松野村、蟹田村、貝掛村、興津村、守谷村、押日村、嘉谷村、福原村、小福原村、部田村（現いすみ市）、井沢村、三門村、新田村、若山村、深堀村、釈迦谷村、上布施村、硯村、谷堀村、町台村、大寺村、名熊村、高山田村、須賀村、浜村、久保村、鴨根村、小池村、小高村（現いすみ市岬町東小高）、日在村、中魚落郷、岩船村、小沢村、岩和田村、実谷村、長志郷、山田村（現いすみ市）、船子村、横山村、泉水村、上原村、根小屋紺屋町、根小屋田丁、根小屋猿稲町、根小屋久保町、根小屋桜台町、根小屋新丁、根小屋銭神松村、根小屋柳原町、新官郷、七本村、関谷村、墨名村、勝浦村、串浜村、松部村、鵜原村、台宿村、名木村、中里村、宮田村、中島村、法華村、荒川村、山田村（現勝浦市）、小羽戸村、大楠村、芳賀村、白井久保村、新戸村、宿戸村、白木村、中谷村、平田村、笛倉村、平沢村、小内村、百鉾村、弥喜用村、南畑村、川安戸村、湯倉村、三条村、田代村、弓木村、庄司村、中埜村、市野川村（現大多喜町）、松尾村、小笛村、板屋村、紙敷村、伊保田村、宇筒原村、筒森村、大田代村、小田代村、面白村、小沢又村、粟又村、葛藤村、榎沢村、赤羽根村、新田野村、柳戸村、大森村、浜行川村、大沢村、川津村 |
| 藩領             | 大多喜藩                 | 56村  | 下大多喜村、万喜村、国吉今関村、国吉楽町村、小国吉村、国吉島村、国吉苅谷村、小苅谷村、神置村、小又井村、大上村、妙楽寺村、小土呂村、西之部田村、正立寺村、桜谷村、小谷松村、堀之内村、大戸村、佐野村、郷渡村、市野々村（現いすみ市）、市野川村（現勝浦市）、杉戸村、中倉村、松野村、市野々村（現勝浦市）、八乙女村、下原村、岩熊村、勝間村、大野村、柿和田村、三俣村、黒原村、札森村、森宮村、須賀谷村、深谷村、桑田村、小高村（現いすみ市小高）、石神村、八声村、益田村、松丸村、久我原村、部田村（現大多喜町）、作田村、国府台村、行川村、荻原村、佐貫村、引田村、弥正村、能実村、植野村 |
| 政府管轄領・藩領 | 安房上総知県事・大多喜藩 | 3村   | 江場土村、細尾村、谷上村 |

- 明治初年に以下の変更が行われる。
  - 長志郷から沢部村・佐室村が分立。
  - 新官郷から沢倉村・部原村が分立。
  - 中野村・弥喜用村・笛倉村から、それぞれ堀切村・馬場内村・押沼村が分村。
  - 柳戸村が新田野村に合併。
  - 根小屋銭神松村が根小屋新丁に合併。
- 明治2年
  - 2月9日（1869年3月21日） - 安房上総知県事が宮谷県となる。
  - 12月25日（1870年1月16日） - 吉井藩の廃藩により、領地が大多喜藩領となる（国吉楽町村、須賀谷村は一時的に宮谷県）。
- 明治3年 - 高知新田藩の高知藩への編入により、領地が大多喜藩領となる。
- 明治4年
  - 7月14日（1871年8月29日） - 廃藩置県により、藩領が大多喜県の管轄となる。
  - 11月14日（1871年12月25日） - 郡内の各県（飛地領を除く）が木更津県に統合。
  - 福原村・小福原村が合併して東中滝村となる。
- 明治5年
  - 硯村・谷堀村・町台村・大寺村・名熊村が合併して下布施村となる。
  - 大多喜藩の廃藩により、大多喜城の郭内（本丸、二の丸、三の丸）から大多喜村が成立。
  - 「根小屋」の冠称を「大多喜」に変更。
- 1873年（明治6年）6月15日 - 木更津県が印旛県に統合して千葉県が発足。
- 1877年（明治10年）
  - 川安戸村・南畑村が合併して川畑村となる。
  - 市野々村（現・勝浦市）・郷渡村が合併して市野郷村となる。
  - 勝間村が岩熊村に合併。
- 1878年（明治11年）11月2日 - 郡区町村編制法の千葉県での施行により、行政区画としての夷隅郡が発足。郡役所が大多喜桜台町に設置。
- 1879年（明治12年） - 郡内に2ヶ所存在する以下の各村が改称。
  - 小高村（現・いすみ市岬町）が東小高村に改称。
  - 部田村（現・いすみ市）が中滝村に改称。
  - 市野川村（現・大多喜町）が市川村に改称。
  - 山田村（現・勝浦市）が南山田村に改称。
- 1883年（明治16年） - 下植野村と宮田村が合併して植野村となる。

### 町村制以降の沿革

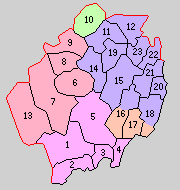
1.上野村 2.清海村 3.勝浦村 4.豊浜村 5.総野村 6.総元村 7.西畑村 8.大多喜町 9.上瀑村 10.瑞沢村 11.千町村 12.古沢村 13.老川村 14.中川村 15.東村 16.布施村 17.御宿村 18.浪花村 19.国吉村 20.中魚落村 21.東海村 22.旭町 23.中根村（紫：いすみ市 桃：勝浦市 赤：大多喜町 橙：御宿町 緑：長生郡睦沢町）

- 1889年（明治22年）4月1日 - 町村制施行に伴い、夷隅郡に以下の町村が成立する。（2町21村）
  - 上野村 ←大森村、台宿村、名木村、上植野村、植野村、赤羽根村、中里村、貝掛村、小波戸村、中島村、法花村、南山田村、荒川村（現・勝浦市）
  - 清海村 ←大沢村、浜行川村、興津村、守谷村、鵜原村（現・勝浦市）
  - 勝浦村 ←勝浦町、浜勝浦村、墨名村、串浜村、松部村（現・勝浦市）
  - 豊浜村 ←川津村、沢倉村、新官村、部原村（現・勝浦市）
  - 総野村 ←松野村、小松野村、中倉村、杉戸村、市野川村、市野郷村、佐野村、宿戸村、新戸村、中谷村、平田村、関谷村、白木村、白井久保村、芳賀村、大楠村、蟹田村（現・勝浦市）
  - 総元村 ←三又村、黒原村、大戸村、石神村、堀之内村、久我原村、部田村、小谷松村、八声村（現・大多喜町）
  - 西畑村 ←中野村、市川村、堀切村、板屋村、伊保田村、松尾村、弓木村、田代村、三条村、庄司村、紙敷村、小苗村、湯倉村、弥喜用村、馬場内村、百鉾村、宇筒原村、平沢村、笛倉村、押沼村、小内村、川畑村（現・大多喜町）
  - 大多喜町 ←大多喜村、大多喜柳原村、大多喜新町、大多喜桜台町、大多喜久保町、大多喜猿稲町、大多喜田町、大多喜紺屋町、西部田村、上原村、船子村、森宮村、泉水村（現・大多喜町）
  - 上瀑村 ←横山村、小土呂村、下大多喜村（現・大多喜町）
  - 瑞沢村 ←大上村、佐貫村、妙楽寺村（現・長生郡睦沢町）
  - 千町村 ←松丸村、神置村、小高村、能実村、須賀谷村、荻原村、小又井村（現・いすみ市）
  - 古沢村 ←桑田村、市野々村、岩熊村、谷上村、榎沢村（現・いすみ市）
  - 老川村 ←大田代村、筒森村、面白村、小沢又村、粟又村、小田代村、葛藤村（現・大多喜町）
  - 中川村 ←増田村、行川村、引田村、大野村、札森村、柿和田村、正立寺村、作田村、八乙女村（現・いすみ市）
  - 東村 ←山田村、長志村、沢部村、佐室村、高谷村、新田野村、下原村、細尾村（現・いすみ市）
  - 布施村 ←実谷村、七本村（現・御宿町）、 下布施村（現・いすみ市）、上布施村（現・いすみ市）
  - 御宿村 ←須賀村、浜村、高山田村、久保村（現・御宿町）
  - 浪花村 ←小沢村、小池村、岩船村（現いすみ市）、岩和田村（現・御宿町）
  - 国吉村 ←深谷村、弥正村、楽町村、今関村、島村、万木村、苅谷村、国府台村（現・いすみ市）
  - 中魚落村 ←中魚落村（現・いすみ市）
  - 東海村 ←若山村、新田村、深堀村、日在村、釈迦谷村（現・いすみ市）
  - 旭町 ←長者町、江場土村、三門村、井沢村、東小高村（現・いすみ市）
  - 中根村 ←押日村、嘉谷村、中滝村、東中滝村、鴨根村（現・いすみ市）
- 1890年（明治23年）3月12日 - 勝浦村が町制施行して勝浦町となる。（3町20村）
- 1893年（明治26年）9月22日 - 国吉村が町制施行して国吉町となる。（4町19村）
- 1897年（明治30年）4月1日 - 郡制を施行。
- 1899年（明治32年）12月22日 - 中魚落村が町制施行・改称して大原町となる。（5町18村）
- 1900年（明治33年）7月25日 - 旭町が長者町に改称。
- 1914年（大正3年）4月1日 - 御宿村が町制施行して御宿町となる。（6町17村）
- 1921年（大正10年）1月1日 - 清海村が町制施行・改称して興津町となる。（7町16村）
- 1923年（大正12年）4月1日 - 郡会が廃止。郡役所は存続。
- 1926年（大正15年）7月1日 - 郡役所が廃止。以降は地域区分名称となる。
- 1937年（昭和12年）4月1日 - 勝浦町・豊浜村が合併し、改めて勝浦町が発足。（7町15村）
- 1953年（昭和28年）7月1日 - 長者町・中根村が合併し、改めて長者町が発足。（7町14村）
- 1954年（昭和29年）
  - 4月29日 - 国吉町・千町村・中川村が合併して夷隅町が発足。（7町12村）
  - 10月5日 - 大多喜町・総元村・西畑村・上瀑村・老川村が合併し、改めて大多喜町が発足。（7町8村）
  - 12月1日 - 古沢村が長生郡太東村と合併して太東町が発足。（8町7村）
- 1955年（昭和30年）
  - 2月11日 - 勝浦町・興津町・上野村・総野村が合併し、改めて勝浦町が発足。（7町5村）
  - 3月31日（7町1村）
    - 大原町・東村・東海村・布施村の一部（下布施、上布施の一部）・浪花村の一部（小沢、小池、岩船）が合併し、改めて大原町が発足。
    - 御宿町・布施村の残部（実谷、七本、上布施の残部）・浪花村の残部（岩和田）が合併して御宿町が発足。

  - 7月20日 - 瑞沢村が長生郡土睦村、同郡長南町の一部と合併して長生郡睦沢村が発足し、郡より離脱。これにより、夷隅郡から村が消滅。（7町）
- 1958年（昭和33年）10月1日 - 勝浦町が市制施行して勝浦市となり、郡より離脱。（6町）
- 1961年（昭和36年）8月1日 - 太東町・長者町が合併して岬町が発足。（5町）
- 2005年（平成17年）12月5日 - 大原町・夷隅町・岬町が合併していすみ市が発足し、郡より離脱。（2町）

### 変遷表
| 明治22年4月1日 | 明治22年 - 大正15年               | 昭和1年 - 昭和19年    | 昭和20年 - 昭和29年                   | 昭和30年 - 昭和64年                                  | 昭和30年 - 昭和64年                                  | 平成1年 - 現在           | 現在        |
| -------------- | --------------------------------- | --------------------- | ------------------------------------- | ---------------------------------------------------- | ---------------------------------------------------- | ------------------------ | ----------- |
| 瑞沢村         | 瑞沢村                            | 瑞沢村                | 瑞沢村                                | 昭和30年7月1日 睦沢村                                | 昭和58年4月1日 町制                                  | 長生郡 睦沢町            | 睦 沢 町    |
| 古沢村         | 古沢村                            | 古沢村                | 昭和28年11月3日 太東町                | 昭和36年8月1日 岬町                                  | 昭和36年8月1日 岬町                                  | 平成17年12月5日 いすみ市 | い す み 市 |
| 中根村         | 中根村                            | 中根村                | 昭和28年7月1日 長者町                 | 昭和36年8月1日 岬町                                  | 昭和36年8月1日 岬町                                  | 平成17年12月5日 いすみ市 | い す み 市 |
| 旭町           | 明治33年7月25日 長者町に改称      | 長者町                | 昭和28年7月1日 長者町                 | 昭和36年8月1日 岬町                                  | 昭和36年8月1日 岬町                                  | 平成17年12月5日 いすみ市 | い す み 市 |
| 国吉村         | 明治26年9月22日 町制              | 国吉町                | 昭和29年4月29日 夷隅町                | 夷隅町                                               | 夷隅町                                               | 平成17年12月5日 いすみ市 | い す み 市 |
| 千町村         | 千町村                            | 千町村                | 昭和29年4月29日 夷隅町                | 夷隅町                                               | 夷隅町                                               | 平成17年12月5日 いすみ市 | い す み 市 |
| 中川村         | 中川村                            | 中川村                | 昭和29年4月29日 夷隅町                | 夷隅町                                               | 夷隅町                                               | 平成17年12月5日 いすみ市 | い す み 市 |
| 東村           | 東村                              | 東村                  | 東村                                  | 昭和30年3月31日 大原町                               | 昭和30年3月31日 大原町                               | 平成17年12月5日 いすみ市 | い す み 市 |
| 東海村         | 東海村                            | 東海村                | 東海村                                | 昭和30年3月31日 大原町                               | 昭和30年3月31日 大原町                               | 平成17年12月5日 いすみ市 | い す み 市 |
| 布施村の一部   | 布施村の一部                      | 布施村の一部          | 布施村の一部 （下布施・上布施の一部） | 昭和30年3月31日 大原町                               | 昭和30年3月31日 大原町                               | 平成17年12月5日 いすみ市 | い す み 市 |
| 中魚落村       | 明治32年12月22日 大原町に町制改称 | 大原町                | 大原町                                | 昭和30年3月31日 大原町                               | 昭和30年3月31日 大原町                               | 平成17年12月5日 いすみ市 | い す み 市 |
| 浪花村         | 浪花村                            | 浪花村                | 浪花村                                | 昭和30年3月31日 大原町と一部（小池・小沢・岩船）合併 | 昭和30年3月31日 大原町と一部（小池・小沢・岩船）合併 | 平成17年12月5日 いすみ市 | い す み 市 |
| 浪花村         | 浪花村                            | 浪花村                | 浪花村                                | 昭和30年3月31日 御宿町と一部（岩和田）合併           | 昭和30年3月31日 御宿町と一部（岩和田）合併           | 御宿町                   | 御 宿 町    |
| 布施村         | 布施村                            | 布施村                | 布施村                                | 昭和30年3月31日 御宿町                               | 昭和30年3月31日 御宿町                               | 御宿町                   | 御 宿 町    |
| 御宿村         | 明治33年7月25日 町制              | 御宿町                | 御宿町                                | 昭和30年3月31日 御宿町                               | 昭和30年3月31日 御宿町                               | 御宿町                   | 御 宿 町    |
| 大多喜町       | 大多喜町                          | 大多喜町              | 昭和29年10月5日 大多喜町              | 大多喜町                                             | 大多喜町                                             | 大多喜町                 | 大 多 喜 町 |
| 総元村         | 総元村                            | 総元村                | 昭和29年10月5日 大多喜町              | 大多喜町                                             | 大多喜町                                             | 大多喜町                 | 大 多 喜 町 |
| 西畑村         | 西畑村                            | 西畑村                | 昭和29年10月5日 大多喜町              | 大多喜町                                             | 大多喜町                                             | 大多喜町                 | 大 多 喜 町 |
| 上瀑村         | 上瀑村                            | 上瀑村                | 昭和29年10月5日 大多喜町              | 大多喜町                                             | 大多喜町                                             | 大多喜町                 | 大 多 喜 町 |
| 老川村         | 老川村                            | 老川村                | 昭和29年10月5日 大多喜町              | 大多喜町                                             | 大多喜町                                             | 大多喜町                 | 大 多 喜 町 |
| 上野村         | 上野村                            | 上野村                | 上野村                                | 昭和30年2月11日 勝浦町                               | 昭和33年10月1日 市制                                 | 勝浦市                   | 勝 浦 市    |
| 総野村         | 総野村                            | 総野村                | 総野村                                | 昭和30年2月11日 勝浦町                               | 昭和33年10月1日 市制                                 | 勝浦市                   | 勝 浦 市    |
| 清海村         | 大正10年1月1日 興津町に町制改称   | 興津町                | 興津町                                | 昭和30年2月11日 勝浦町                               | 昭和33年10月1日 市制                                 | 勝浦市                   | 勝 浦 市    |
| 勝浦村         | 明治23年3月12日 町制              | 昭和12年4月1日 勝浦町 | 勝浦町                                | 昭和30年2月11日 勝浦町                               | 昭和33年10月1日 市制                                 | 勝浦市                   | 勝 浦 市    |
| 豊浜村         | 豊浜村                            | 昭和12年4月1日 勝浦町 | 勝浦町                                | 昭和30年2月11日 勝浦町                               | 昭和33年10月1日 市制                                 | 勝浦市                   | 勝 浦 市    |

## 行政
歴代郡長
| 代 | 氏名 | 就任年月日                | 退任年月日                | 備考                 |
| -- | ---- | ------------------------- | ------------------------- | -------------------- |
| 1  |      | 明治11年（1878年）11月2日 |                           |                      |
|    |      |                           | 大正15年（1926年）6月30日 | 郡制廃止により、廃官 |

## 備考

### 平成の大合併
平成の大合併では、勝浦市を含む夷隅郡市1市5町による大合併を模索し、この枠組みによる新市「外房市」が誕生する予定であった。しかし、合併日も既に決まっていた中、勝浦市は市役所の位置や新市名などに反発。市議会は合併協議会離脱の決議を可決させるなどし、その結果、勝浦市が合併協議から離脱して破綻した。
その後、勝浦市を除く郡5町により再び合併協議が行われた。しかし、大多喜町が町議会で合併離脱の決議が可決されたことなどにより、結局、大多喜町が離脱、再び不成功に終わった。
さらにその後、勝浦市は御宿町と大多喜町に合併を打診するも、両町とも1市5町による合併を希望していたため、破談に終わった。一方で大原町は夷隅町と岬町に合併を打診し、任意合併協議会が設置された。このとき大原町は、大多喜町と御宿町にも合併の呼びかけをしたが、両町とも合併日までの時間が短いとして参加を見送った。
かくして、大原町・夷隅町・岬町の3町のみで新設合併・市制施行を行うこととなり、2005年12月5日に「いすみ市」が誕生、郡より離脱した。